# 퇴계원중학교
퇴계원중학교(退溪院中學校)는 대한민국 경기도 남양주시 퇴계원읍 퇴계원리에 있는 공립 중학교로, 1969년 3월 9일에 개교되었다.

## 학교 연혁
- 1968년 10월 2일 : 퇴계원중학교 설립인가 (9학급)
- 1968년 12월 20일 : 초대 양재근 교장 부임
- 1969년 3월 9일 : 퇴계원 중학교 개교 (3학급)
- 1972년 2월 15일 : 제1회 졸업식
- 2007년 12월 15일 : 32학급으로 증설 인가
- 2012년 9월 1일 : 퇴계원중·고 분리
- 2024년 1월 9일 : 제53회 졸업식 (221명, 누계 18,139명)
- 2024년 3월 4일 : 2024학년도 입학생 (8학급 213명)

## 참고 자료
- 퇴계원중학교 - 한국교육학술정보원 학교알리미